# Daniel J. Tobin
Daniel Joseph Tobin (* 3. April 1875 im County Clare, Irland; † 14. November 1955 in Indianapolis, Indiana) war ein irisch-amerikanischer Gewerkschaftsführer und von 1907 bis 1952 Präsident der Gewerkschaft „International Brotherhood of Teamsters“.

## Leben
In Irland geboren, kam Tobin 1890 nach Boston. Tagsüber arbeitete er und nachts besuchte er die Schule. Ende der 1890er Jahre besaß er ein eigenes kleines Fuhrunternehmen und heiratete im August 1898 Elizabeth Reagan, welche 1920 verstarb. Zusammen hatten sie fünf Söhne.
Obwohl er ein unabhängiger und selbstständiger Fahrer war, trat er bereits 1900 in Boston dem „Local 25“ der Team Drivers International Union ein und half 1903 die International Brotherhood of Teamsters zu bilden, deren Präsident er 1907 wurde. Er wechselte seinen Wohnsitz nach Indianapolis.
Tobin gab ein eigenes Magazin der Gewerkschaft heraus (International Teamsters), um den Zusammenhalt zu stärken, die durch die Eigenständigkeit der einzelnen Niederlassungen und deren Vertragsfreiheit, was auch zu juristischen Streitigkeiten untereinander führte, nicht unbedingt gegeben war.
Ungeachtet bürokratischer Details schwang sich Tobin zum internationalen Vertreter seiner Gewerkschaft auf und ging auch seinen Interessen bei der AFL nach, die damals durch Samuel Gompers geleitet wurde.
In einem langen juristischen Streit mit der „United Brewery Workers“, deren Fahrer die Teamsters gerne vertreten hätte, unterlag er letztendlich aber vor dem entsprechenden Ausschuss der AFL. Auf Grund der Prohibition traten die Brauereifahrer dann 1933 freiwillig über, um einem Verbot ihrer Organisation zu entgehen.
1924 versuchte Tobin dann Robert M. La Follette sr. zum Präsidenten der AFL zu machen, was aber misslang. Danach wurde er ein führendes Mitglied der Demokratischen Partei und leitete das Gewerkschaftsbüro des Wahlkampfkomitees bei den Wahlkämpfen 1932, 1936, 1940 und 1944.
1940 war die Mitgliederanzahl auf etwa 450.000 angewachsen und Tobin bezog ein Gehalt von 30.000 US-Dollar. Tobin galt als aggressiver Anti-Kommunist und war auch weiterhin in internationalen Gewerkschaftsfragen aktiv.
1947 gab er die Geschäftsführung an seinen Nachfolger Dave Beck ab und schied 1952 auch als Präsident aus. Die Teamsters hatten zu diesem Zeitpunkt rund 1,1 Millionen Mitglieder.